# Valea Chioarului
Valea Chioarului è un comune della Romania di 2 275 abitanti, ubicato nel distretto di Maramureș, nella regione storica della Transilvania. 
Il comune è formato dall'unione di 6 villaggi: Curtuiușu Mare, Durușa, Fericea, Mesteacăn, Valea Chioarului, Vărai.